# UDART
UDART, ausgeschrieben Shirika la Usafiri Dar es Salaam limited, ist die staatliche tansanische Betreibergesellschaft des Mwendokasi-Busnetzes sowie der Mwendokasi-Terminals und -Haltestellen, die sich komplett in staatlichem Eigentum befinden. Die Gesellschaft wurde im Jahre 2014 gegründet, noch vor Beginn des Mwendokasibussystems in Dar es Salaam. Seit 2016 ist die erste Linie des Metrobussystemes in Betrieb.
Aufgrund negativer Erfahrungen mit privaten Verkehrsunternehmen – etwa im Daladala-Verkehr – wurde von Beginn an angestrebt, das gesamte Netz durch eine einheitliche, staatliche Gesellschaft zu betreiben. Einige Dienstleistungen, wie etwa Sicherheits- und Reinigungsdienste, werden jedoch im Auftrag von UDART durch private Firmen erbracht.
Der Hauptsitz der Gesellschaft befindet sich im Ubungo Distrikt nahe des ehemaligen Fernbusterminals Ubungo, ein Nebensitz der Gesellschaft im Ward Jangwani am Betriebshof.
Zu den Aufgaben von UDART zählt auch die Ausbildung des Personals. Diese wird teilweise auch von Bildungseinrichtungen wie dem National Institute of Transport übernommen.
Ebenso ist UDART Stakeholder des nachhaltigen Stadtentwicklungsprojektes TOD.